# Madatyphlops cuneirostris
Espèce
Synonymes
- Typhlops cuneirostris Peters, 1879
- Afrotyphlops cuneirostris (Peters, 1879)

Madatyphlops cuneirostris est une espèce de serpents de la famille des Typhlopidae. 

## Répartition
Cette espèce est endémique du Sud de la Somalie.

## Publication originale
- Peters, 1879 : Über neue Amphibien des Kgl. zoologischen Museums (Euprepes, Acontias, Typhlops, Zamenis, Spilotes, Oedipus). Monatsberichte der Königlichen Preussischen Akademie der Wissenschaften zu Berlin, vol. 1879, p. 773-779 (texte intégral).